# Cathédrale du Christ-Roi de Gaborone
Pour les articles homonymes, voir Cathédrale du Christ-Roi.
La cathédrale du Christ-Roi, située à Gaborone, capitale du district du Sud-Est au Botswana, est le siège de l'évêque du diocèse de Gaborone.